# Fire Brigades Union
Fire Brigades Union, FBU (dosł. Związek Zawodowy Strażaków) – brytyjski związek zawodowy strażaków zatrudnionych na pełen etat, strażaków kontraktowych oraz pracowników centrów zarządzania kryzysowego.
FBU jest zrzeszony w centralach związkowych: Kongresie Związków Zawodowych (TUC), Irlandzkim Kongresie Związków Zawodowych (ICTU) oraz Kongresie Szkockich Związków Zawodowych (STUC).

## Historia
Pierwszym odnotowanym przypadkiem utworzenia związku zawodowego strażaków była organizacja kilku strażaków zatrudnionych przez Radę Hrabstwa Londynu na początku 1905, który do końca następnego roku liczył już 500 członków.
Grupa przyłączyła się do Krajowego Związku Pracowników Publicznych (ang. National Union of Public Employees, NUPE), a jego sekretarzem został Jim Bradley, który w 29 sierpnia 1918 doprowadził do odłączenia się od NUCW i przyłączenia do Związku Zawodowego Strażaków (ang. Firemen's Trade Union, FTU). W 1930 związek zmienił nazwę na Związek Strażaków (ang. Fire Brigades Union, FBU).